# روبرت جي. بورتش
روبرت جي. بورتش (بالإنجليزية: Robert J. Burch)‏ (25 يونيو 1925، مقاطعة فاييت في الولايات المتحدة - 25 ديسمبر 2007، مقاطعة فاييت في الولايات المتحدة)؛ كاتِب مُتخصِّص في أدب الأطفال وروائي أمريكي.